# 門多塔 (伊利諾伊州)
門多塔（英語：Mendota）是一個位於美國伊利諾伊州拉薩爾縣的城市。

## 地理
門多塔的座標為41°32′50″N 89°07′02″W / 41.54722°N 89.11722°W，而該地的平均海拔高度為226米（即741英尺）。

## 人口
根據2010年美國人口普查的數據，門多塔的面積為13.34平方千米，當中陸地面積為13.10平方千米，而水域面積為0.25平方千米。當地共有人口7372人，而人口密度為每平方千米552.62人。